# Comuna Nora
Nora (Nora kommun) este o comună din comitatul Örebro län, Suedia, cu o populație de 10.399 locuitori (2013).

## Geografie

### Zone urbane
Lista celor mai mari zone urbane din comună (anul 2015) conform Biroului Central de Statistică al Suediei:
| Nr | Zona urbană | Pop.  |
| -- | ----------- | ----- |
| 1  | Nora        | 6.597 |
| 2  | Gyttorp     | 671   |
| 3  | Ås          | 494   |
| 4  | Striberg    | 312   |

## Demografie
| \| Evoluția demografică în comuna Nora, 1970–2015 \| Evoluția demografică în comuna Nora, 1970–2015 \| Evoluția demografică în comuna Nora, 1970–2015 \| Evoluția demografică în comuna Nora, 1970–2015 \| Evoluția demografică în comuna Nora, 1970–2015 \| \| ----------------------------------------------------------------------------------------------------- \| ---------------------------------------------- \| ---------------------------------------------- \| ---------------------------------------------- \| ---------------------------------------------- \| \| An \| \| \| Locuitori \| \| \| 1970 \| 1970 \| \| 9029 \| 9029 \| \| 1975 \| 1975 \| \| 9269 \| 9269 \| \| 1980 \| 1980 \| \| 10211 \| 10211 \| \| 1985 \| 1985 \| \| 10043 \| 10043 \| \| 1990 \| 1990 \| \| 10516 \| 10516 \| \| 1995 \| 1995 \| \| 10799 \| 10799 \| \| 2000 \| 2000 \| \| 10465 \| 10465 \| \| 2005 \| 2005 \| \| 10472 \| 10472 \| \| 2010 \| 2010 \| \| 10447 \| 10447 \| \| 2015 \| 2015 \| \| 10502 \| 10502 \| \| Sursa: SCB - Statistika Centralbyrån, Folkmängd efter region, civilstånd, ålder och kön. År 1968–2016 \| \| \| \| \| |      |  |           |       |
| Evoluția demografică în comuna Nora, 1970–2015 |      |  |           |       |
| An |      |  | Locuitori |       |
| 1970 | 1970 |  | 9029      | 9029  |
| 1975 | 1975 |  | 9269      | 9269  |
| 1980 | 1980 |  | 10211     | 10211 |
| 1985 | 1985 |  | 10043     | 10043 |
| 1990 | 1990 |  | 10516     | 10516 |
| 1995 | 1995 |  | 10799     | 10799 |
| 2000 | 2000 |  | 10465     | 10465 |
| 2005 | 2005 |  | 10472     | 10472 |
| 2010 | 2010 |  | 10447     | 10447 |
| 2015 | 2015 |  | 10502     | 10502 |
| Sursa: SCB - Statistika Centralbyrån, Folkmängd efter region, civilstånd, ålder och kön. År 1968–2016 |      |  |           |       |